# Lumea de cristal a lui Swarovski

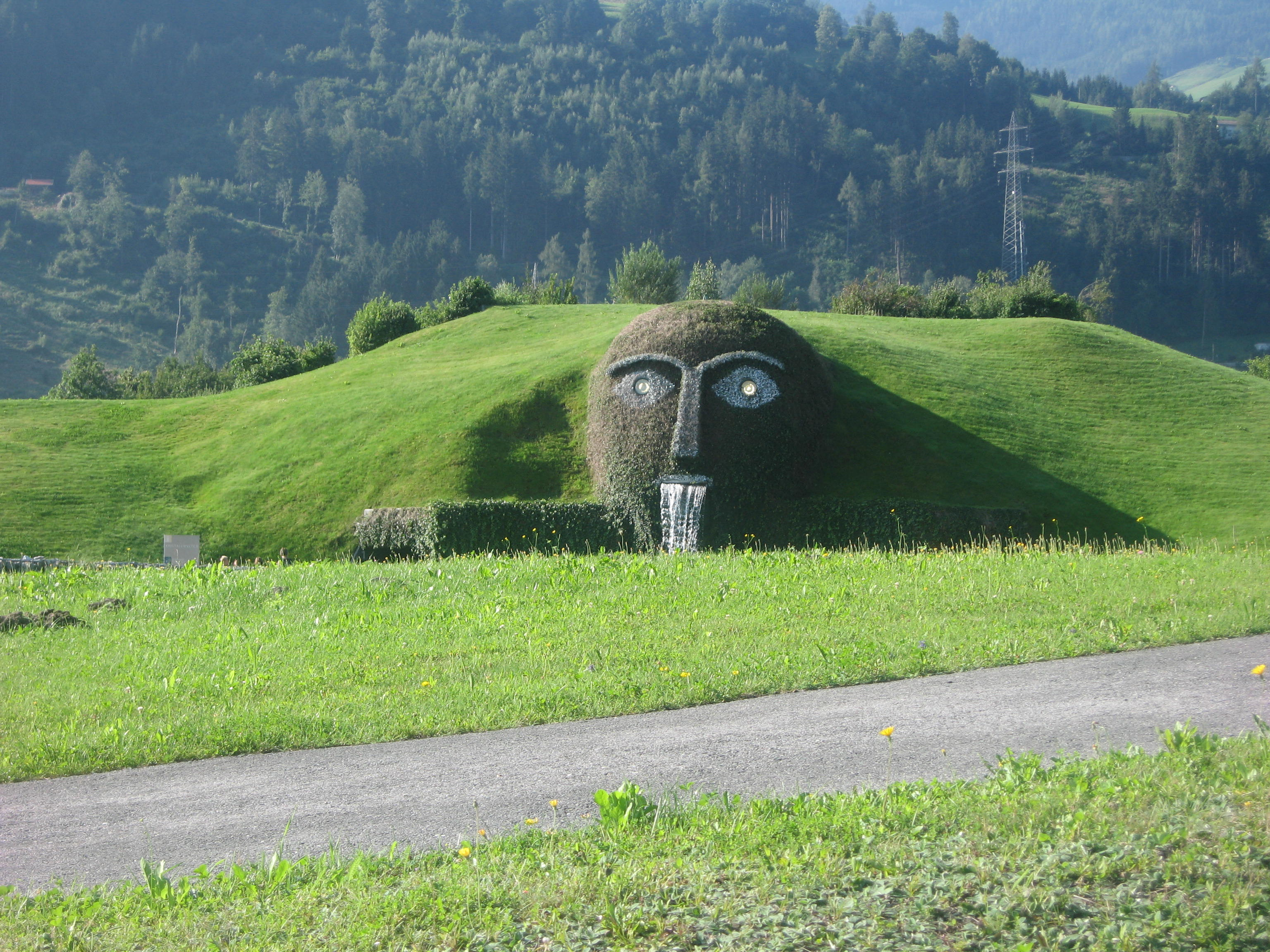
Lumea de cristal a lui Swarovski

Lumea de cristal a lui Swarovski (în germană Swarovski Kristallwelten) este un parc de distracții a cărui temă principală sunt cristalele. A fost deschis în anul 1995, când s-au împlinit 100 de ani de la înființarea fabricii de cristale Swarovski din Wattens (Tirol, Austria). Fondatorul parcului a fost artistul André Heller.

## Istoric
În anul 1995, cu ocazia celebrării a 100 de ani de la fondarea companiei D. Swarovski KG, André Heller a organizat un parc al minunilor pe un deal artificial amenajat în apropiere de clădirile fabricii de cristale din Wattens. Intrarea se face pe sub un cap gigantic de unde izvorăște o mică cascadă. 
Începând de atunci, Lumea de cristal a lui Swarovski se află într-o transformare constantă, cu scopul de a prezenta noi fațete în care pot fi materializate cristalele. André Heller a creat o lume de basm cu 14 camere subterane de "cristal". Rezultatul este o explorare a lucrărilor unor artiști de renume internațional ca Brian Eno, Tord Boontje, Niki de Saint Phalle, Jim Whiting, Keith Haring, Andy Warhol, Salvador Dalí, Susanne Schmögner, Pavel Seide și mulți alții.  Punctul culminant al expoziției este Centenarul, care, cu cele peste 300.000 de carate, este cel mai mare cristal șlefuit vreodată.
În anul 2003 a avut loc o primă extindere a complexului, sub conducerea artistică a lui Fabrizio Plessi, Thomas Feuerstein, Hans Magnus Enzensberger și frații Peter și Roland Neuwirth. Lumea de cristal a lui Swarovski este vizitată anual de aproximativ 700.000 de turiști. Ea este a doua atracție turistică din Austria după Palatul Schönbrunn din Viena.
La intrarea în Lumea de cristal a lui Swarovski se află un cap de șoarece pe un piedestal. Acesta este un omagiu adus "primului șoarece", prima figurină de cristal din gama de produse a fabricii Swarovski. În anul 1976 ilustratorul tehnic Max Schreck a creat un șoricel din resturi de cristal. Ca urmare a succesului obținut de această figurină au fost create ulterior și alte figurine din cristale Swarovski. Acest tribut reprezentativ este un omagiu adus scânteii creatoare care generează noi idei.

## Imagini

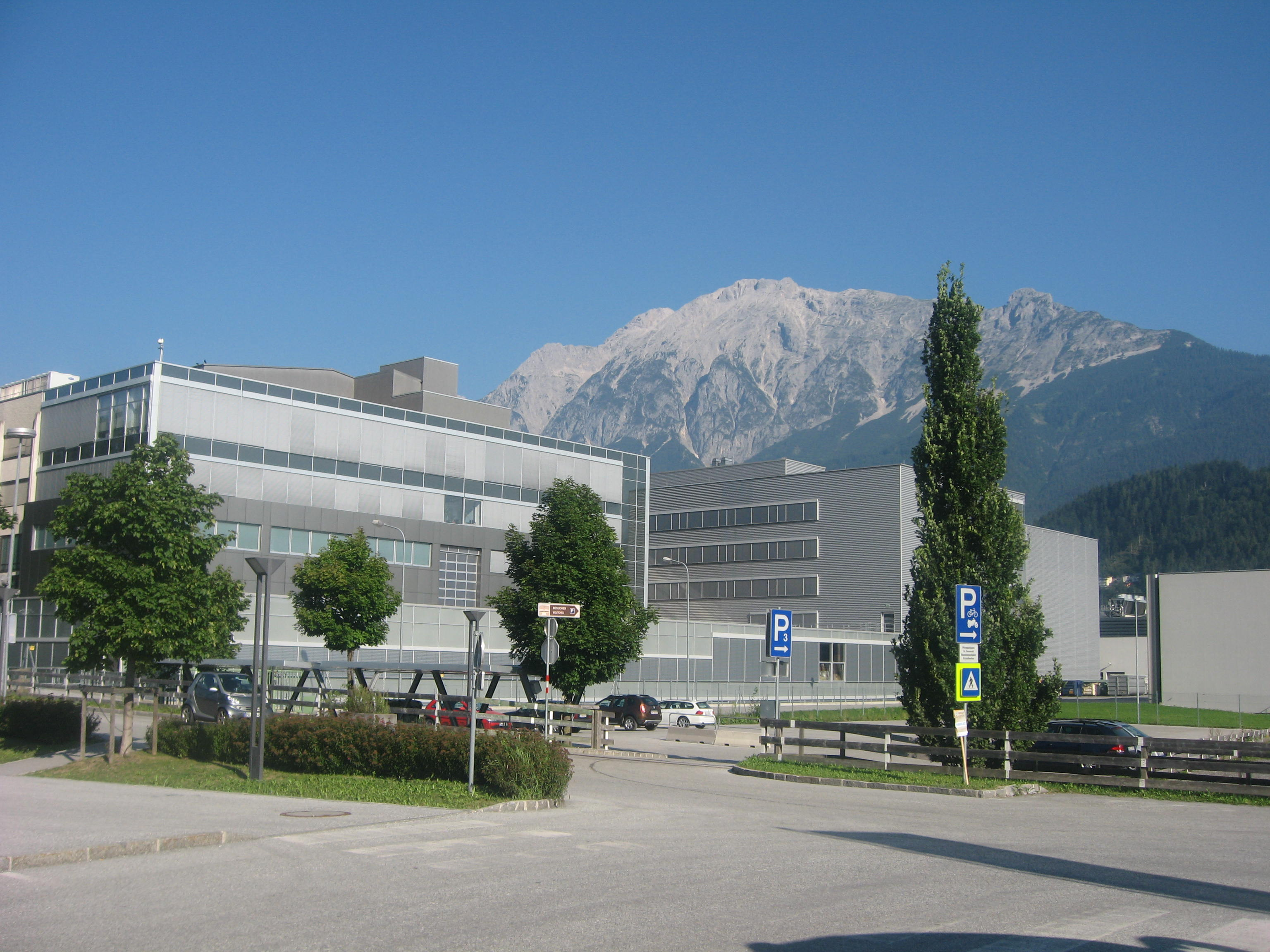
Fabrica Swarovski din Wattens. Pe fundal sunt Munții Karwendel.
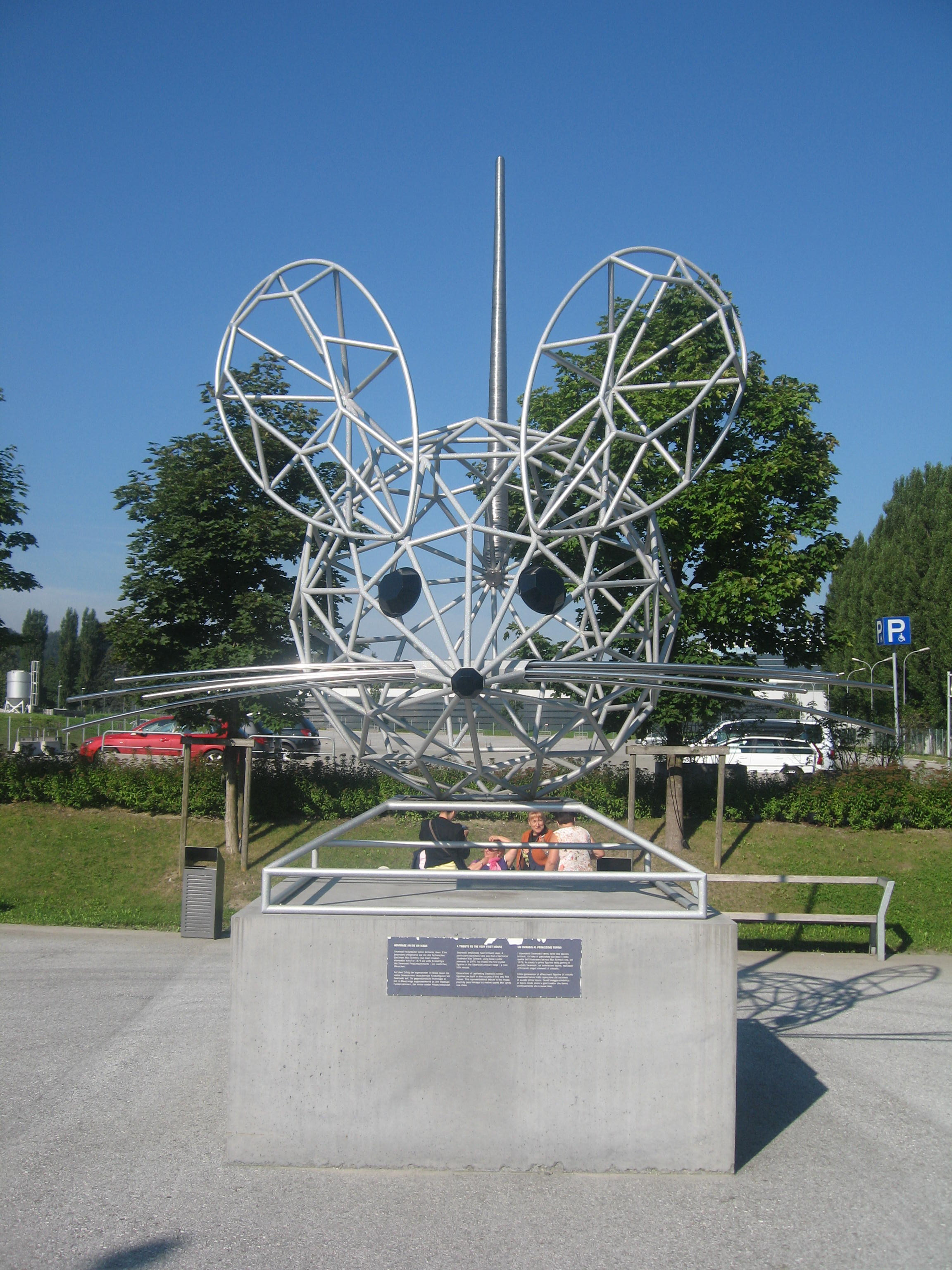
"Un tribut adus primului şoarece"
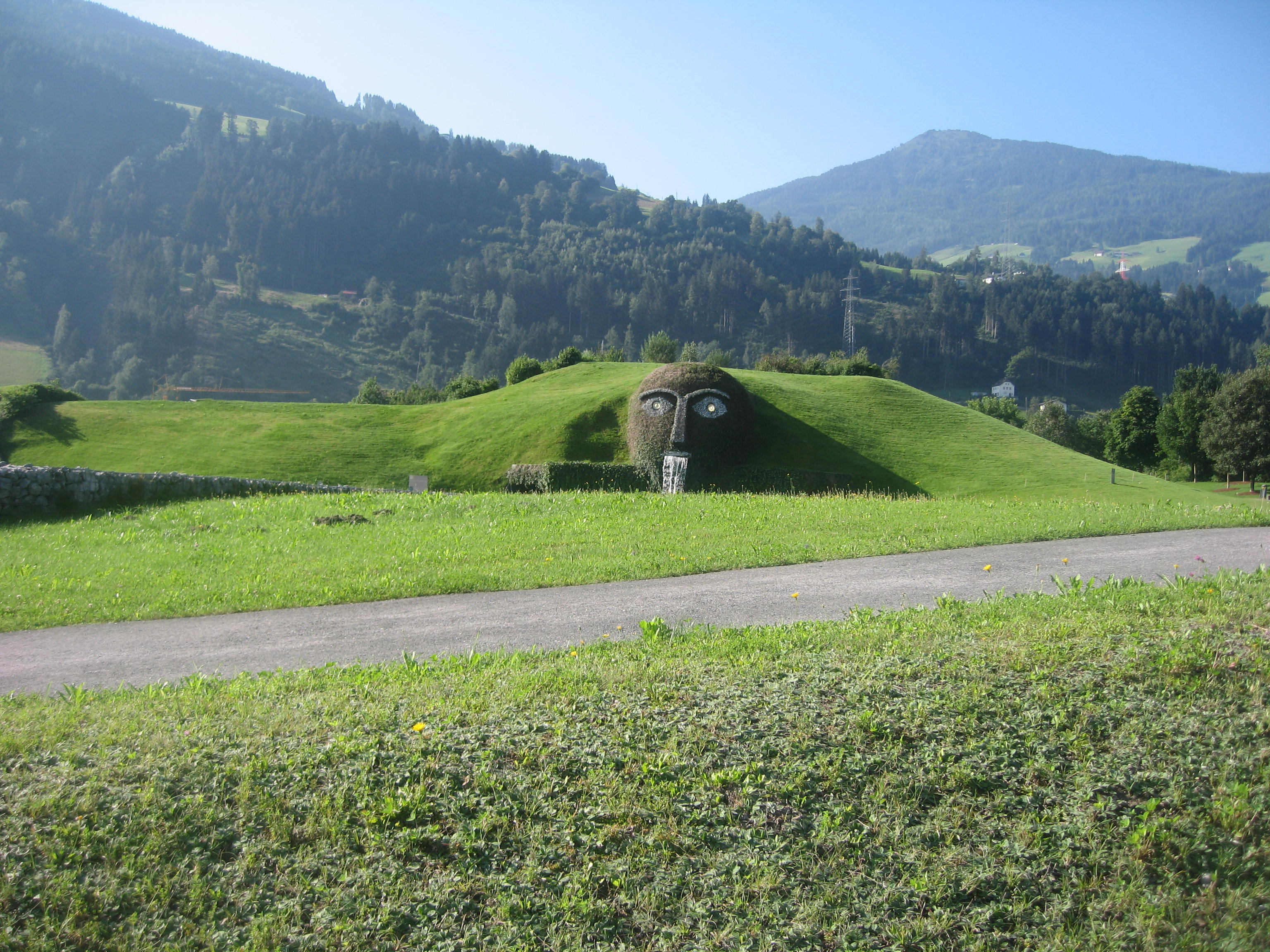
Dealul artificial sub care se află amenajată Lumea de cristal a lui Swarovski
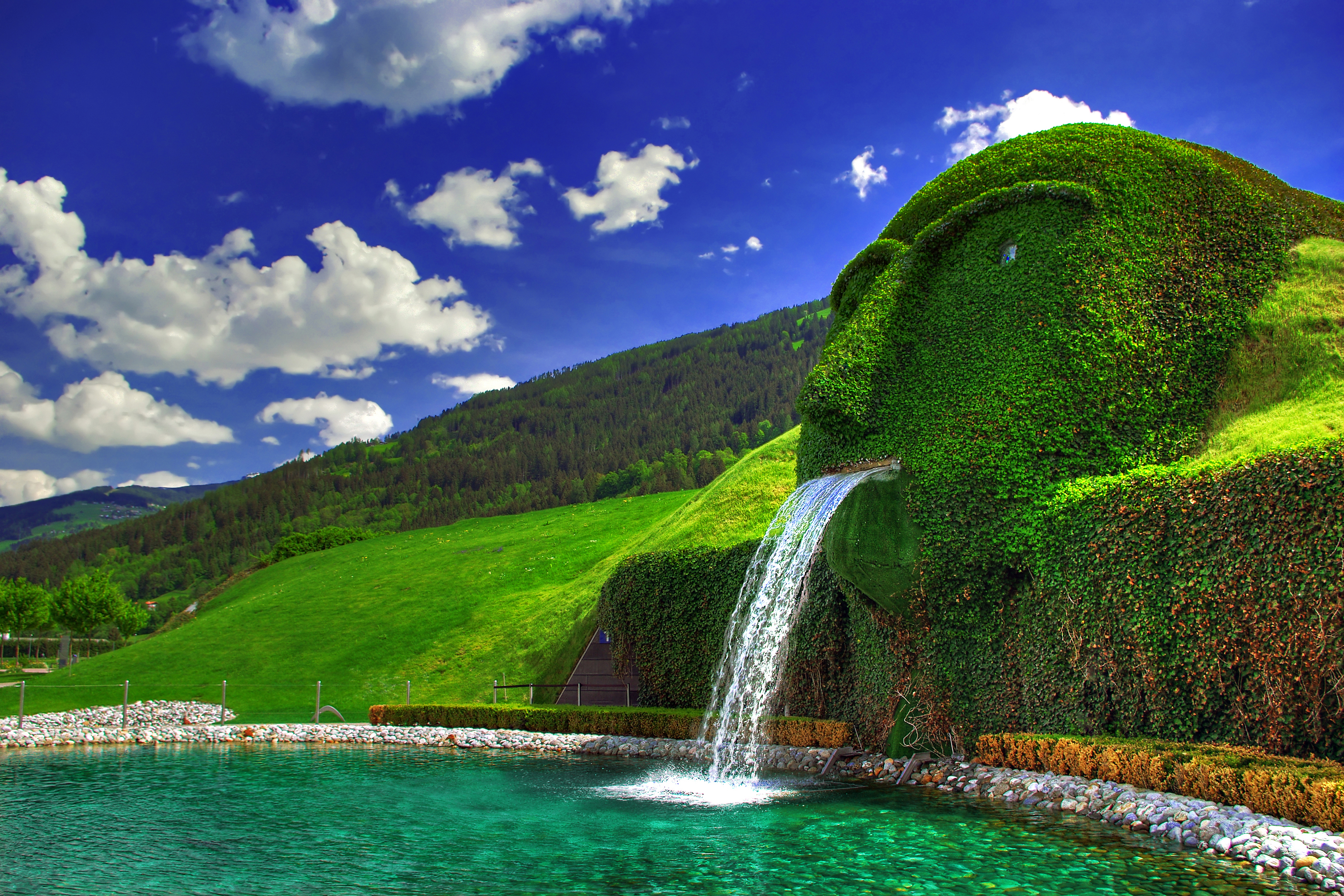
Intrarea în Lumea de cristal a lui Swarovski
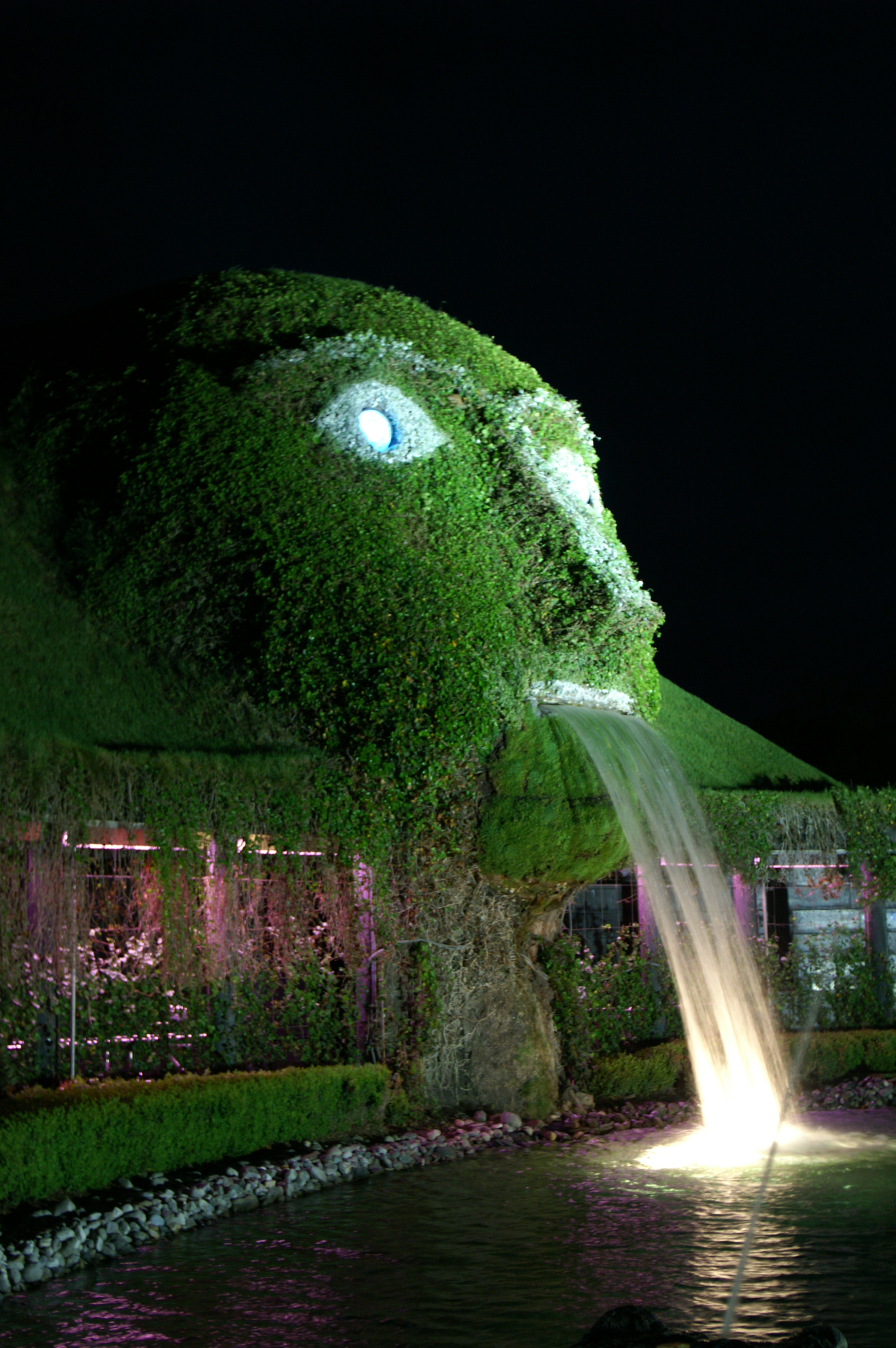
Capul gigantic pe sub care se intră în Lumea de cristal a lui Swarovski
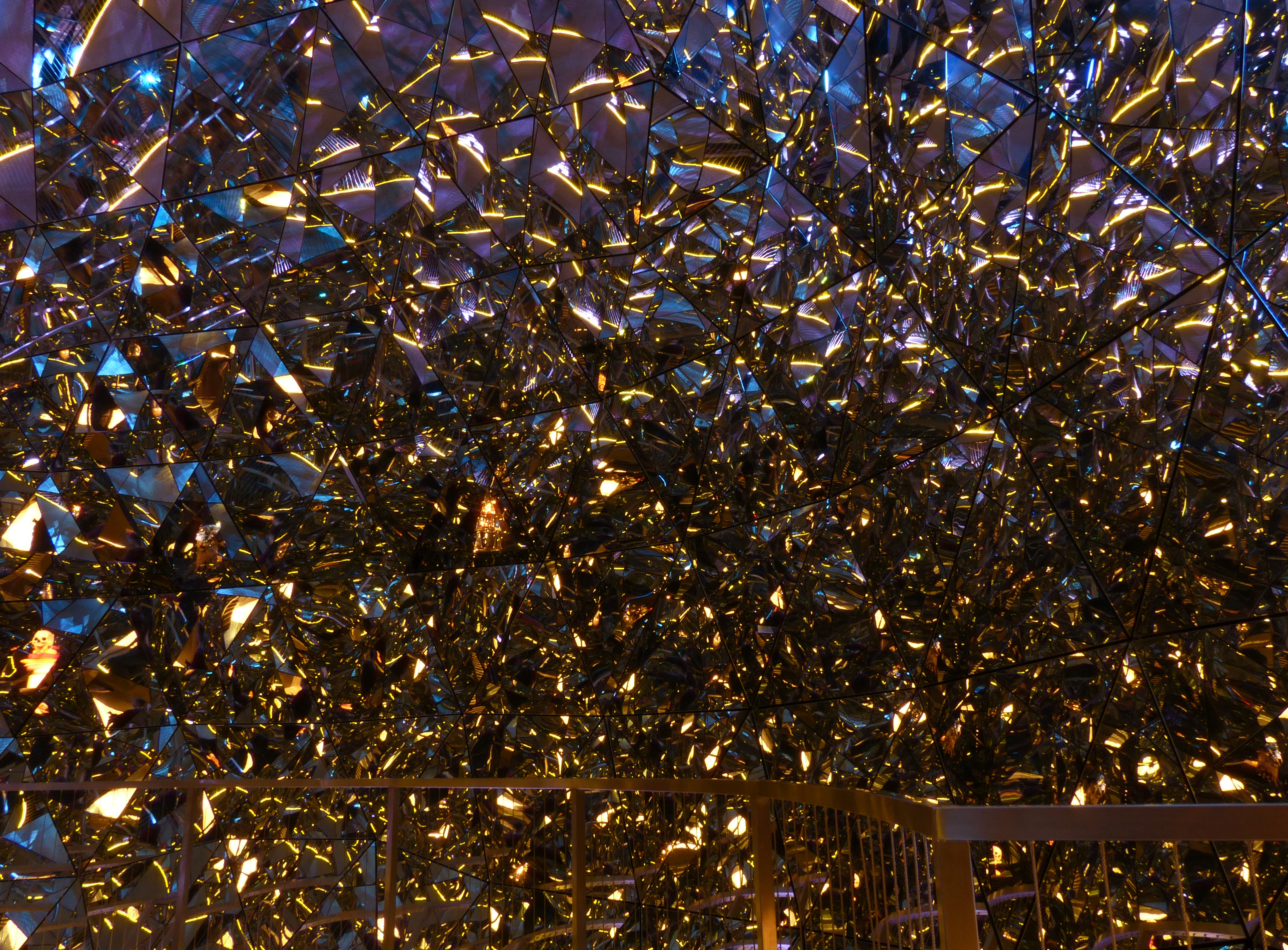
"Kristalldom"
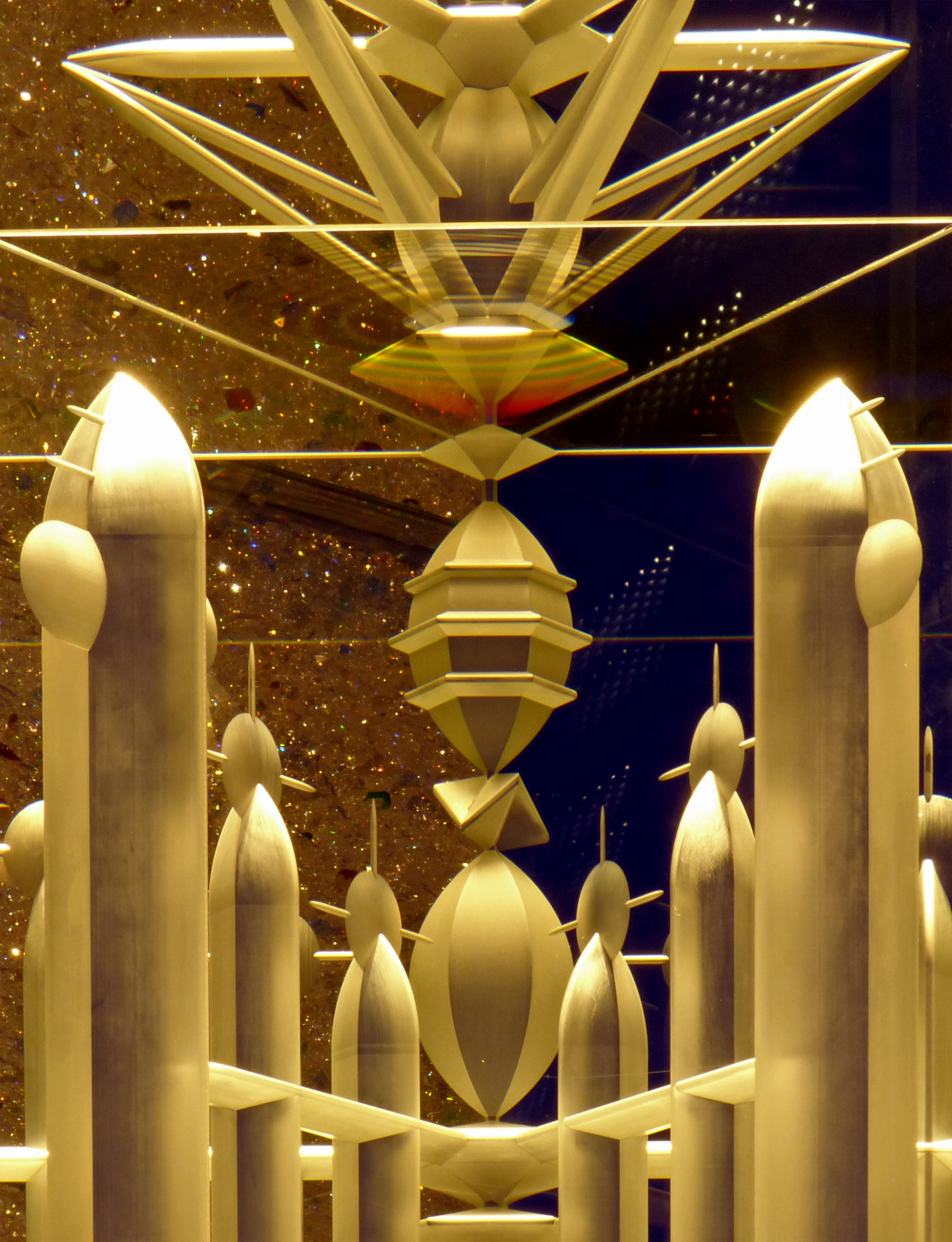
"Eisgasse"
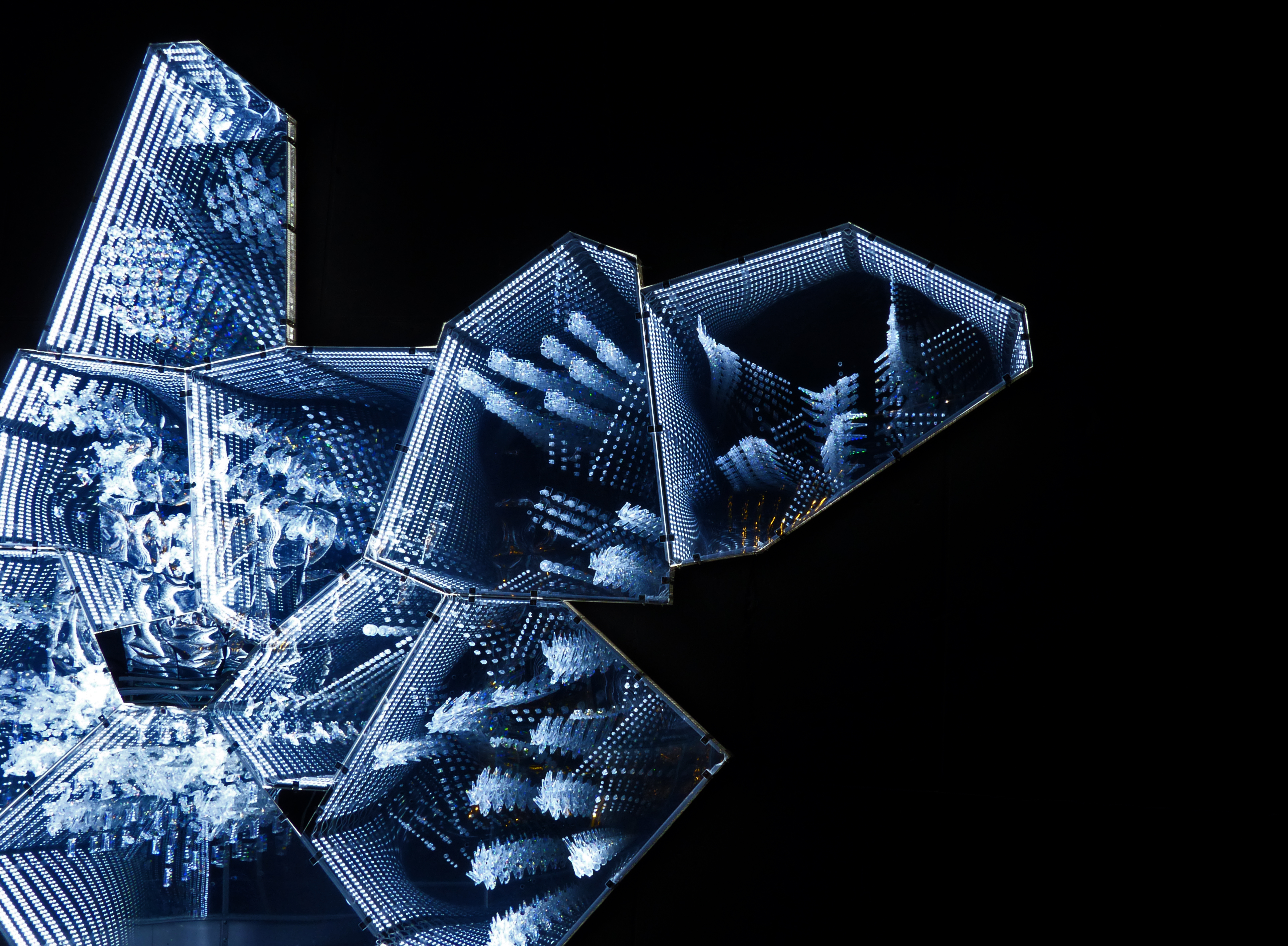
"Into Lattice Sun"
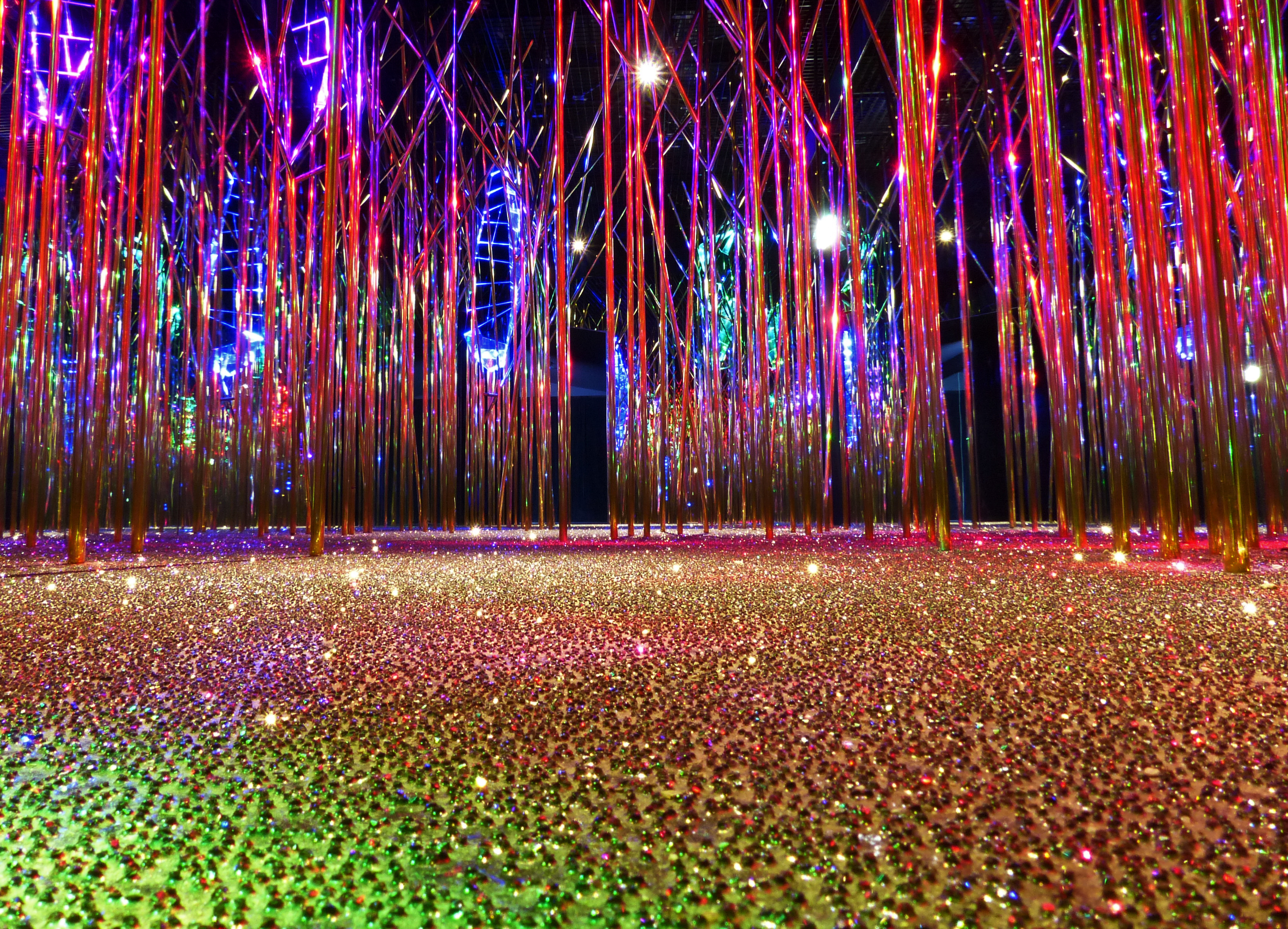
"Eden"
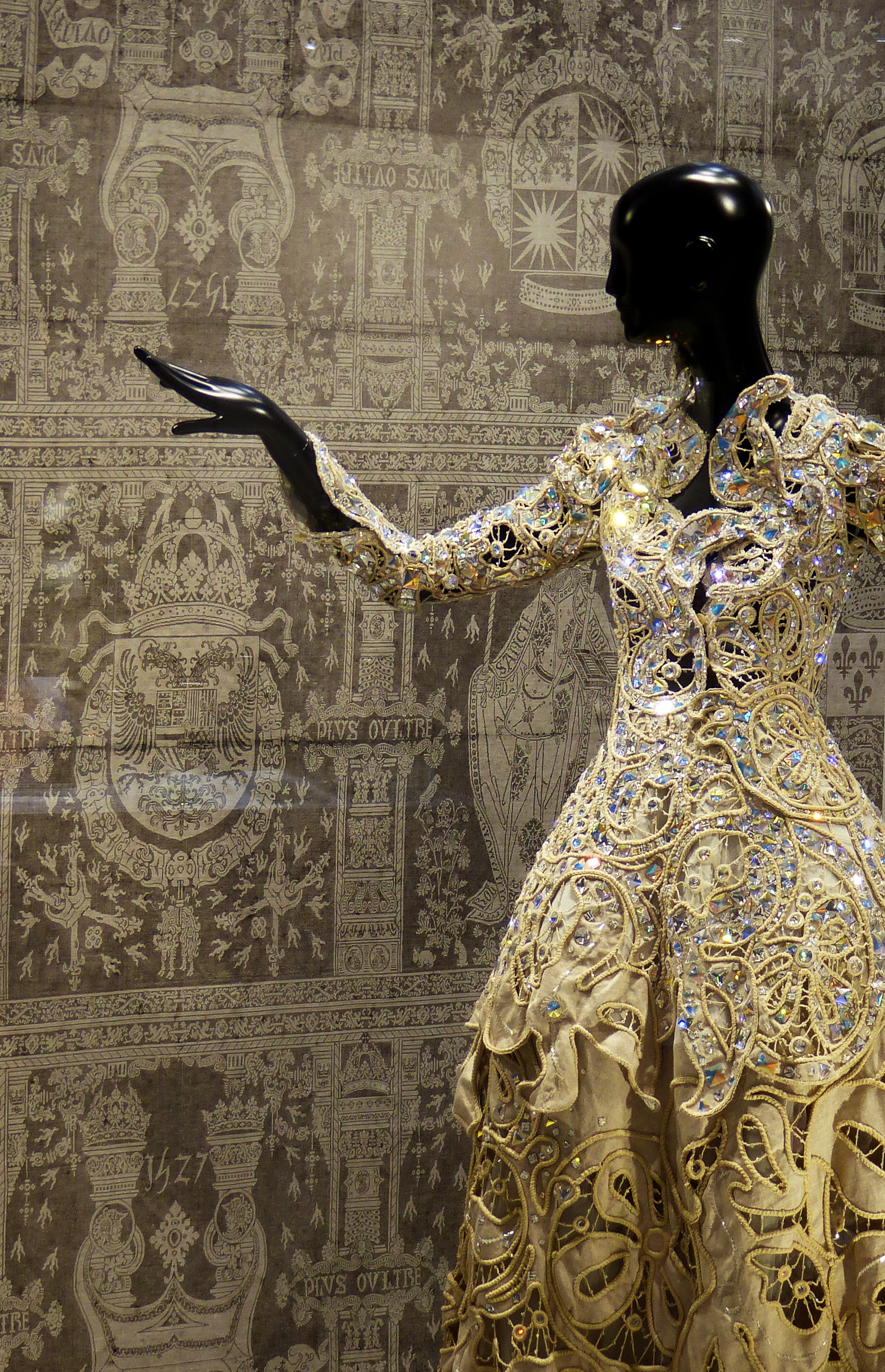
"Swarovski Store"
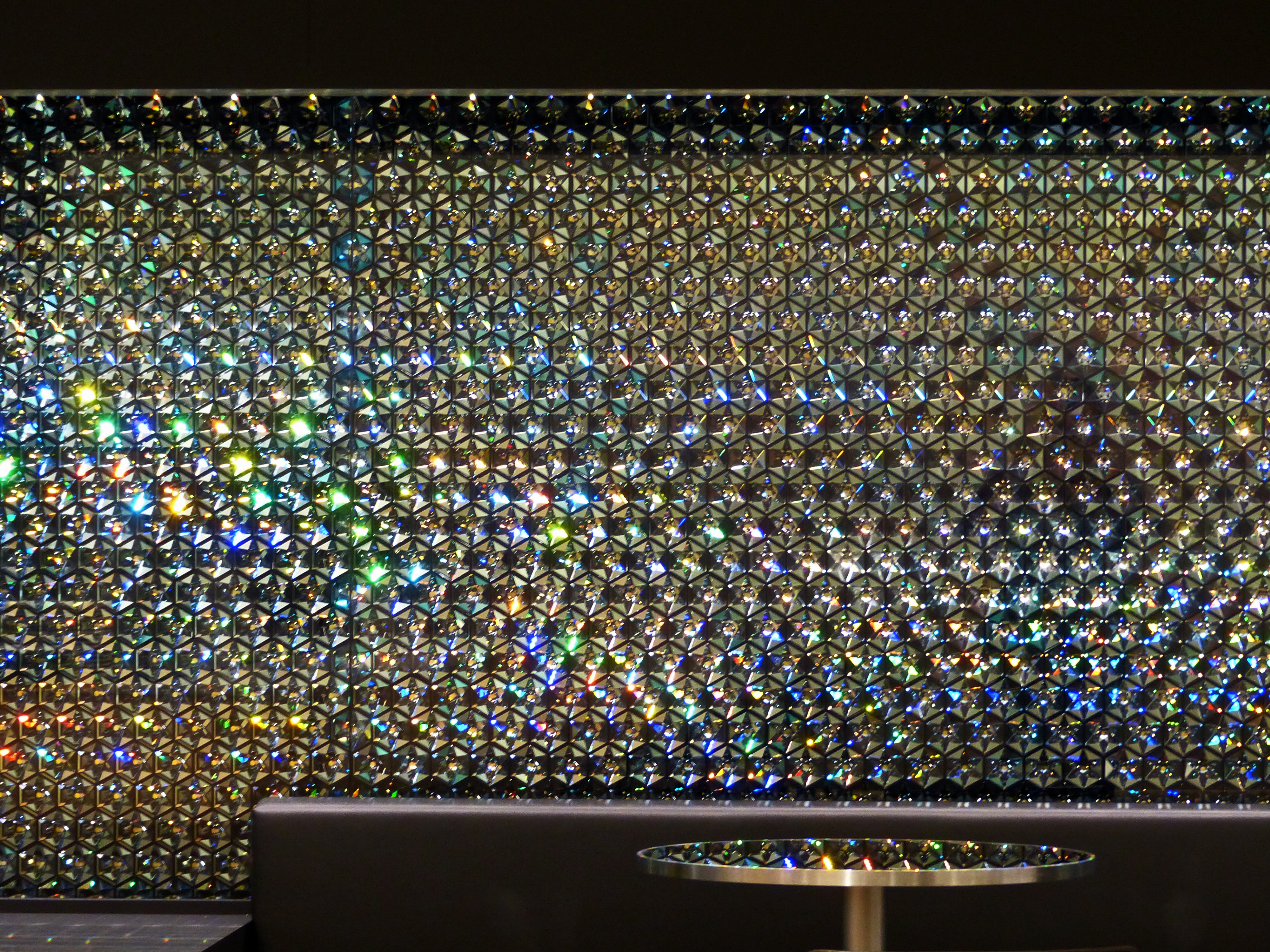
"Swarovski Store"